# Anisomeristes blaisei
Anisomeristes blaisei là một loài bọ cánh cứng trong họ Corylophidae. Loài này được Paulian miêu tả khoa học đầu tiên năm 1950.